# 复活男
《复活男》（韓語：부활남）为预计2025年上映的韩国动作片，改编自韩国漫画家蔡勇泽与金载韩创作的同名网络漫画，由《愛上變身情人》的导演白宗烈执导，具教煥、申承浩、姜其永、金詩雅、金成鈴主演。剧情讲述死后72小时便可复活的就业准备生“锡焕”遭遇得知他存在的人追击的故事。

## 演员阵容

### 主要人物
- 具教煥 饰演 锡焕，过着平凡的就业准备生的生活，某一天突然死亡后复活，他得知自己拥有惊人的特殊能力。
- 申承浩 饰演 Black，拥有可以随意操纵他人的出色能力，得知锡焕的存在后，为了抓住他而不择手段。
- 姜其永 饰演 永夏，锡焕独一无二的朋友，帮助因难以置信的能力而陷入危机的锡焕。
- 金詩雅 饰演 艺琳，锡焕的妹妹，为锡焕的就业加油打气，无论任何情况都信任锡焕。
- 金成鈴 饰演 美珠，负责秘密项目的研究员。

### 其他人物
- 金东英
- 金仁友 饰演 亨植，艺琳的父亲。

## 制作

### 发展
2017年10月，Yong Film代表林胜勇参加网络漫画宇宙Super String项目活动时表示，有意将网络漫画《复活男》制作成电影，并计划于2020年在影院上映。林胜勇于2019年的采访中表示，该片的剧本正在创作中，导演由白宗烈担任。2020年4月，林胜勇表示电影仅采用原作漫画中三分之一的内容，其余部分则加入新的叙事进行拓展，不同于原作漫画中描述复活人类的故事，电影则是讲述此生的人类智人化后展开战争的故事。
2023年4月，GIANTSTEP与CJ ENM Studios签订该片的VFX制作合同，总额51.26亿韩元。

### 选角
2022年4月，宣布具教焕主演根据同名网络漫画改编的动作新片《新人类战争：复活男》，在片中饰演拥有复活能力的锡焕。制作公司Yong Film计划以此片展现的世界观为基础，制作“新人类战争”系列作品，讲述通过秘密研究项目诞生的人，与威胁现实人类生存命运的新人类展开斗争，《新人类战争：复活男》为该系列的第一部作品。2023年5月，媒体报道姜其永和申承浩加盟该片。
2023年6月1日，正式宣布具教焕、申承浩、姜其永、金诗雅、金成铃出演该片，片名定为《复活男》。

### 拍摄
主体拍摄于2023年5月7日开始进行，同年11月杀青。